# Сражение при Риндаке (73 до н. э.)
Сражение при Риндаке (73 до н. э.) — сражение в ходе Третьей Митридатовой войны между понтийскими и римскими войсками.
Во время неудачной осады Кизика зимой 73 года до н. э. царь Митридат решил отправить 10 тысяч солдат под командованием Гермократа с обозом, при котором было 40 тысяч человек, в Вифинию. Лукулл отправился за ним в погоню и настиг около реки Риндак. 15 тысяч понтийцев попали в плен, сам Гермократ и лучшие его воины были убиты. После этого поражения Митридат решил снять осаду Кизика.